# Nintendo Labo
Nintendo Labo (ニンテンドーラボ, Nintendō Rabo) é uma plataforma desenvolvida pela Nintendo para ser usada com o sistema de jogos Nintendo Switch, que combina brinquedos de cartão com videojogos, foi lançado em abril de 2018. A plataforma usa kits que incluem recortes de papelão e outros materiais que devem ser montados em combinação com a Nintendo Switch e os controladores Joy-Con para criar Toy-Cons que podem interagir com o software do jogo e vice-versa. A Nintendo criou-os como uma forma de ensinar princípios de engenharia e física.

## Construção e jogabilidade
O Nintendo Labo é lançada em dois kits individuais, cada um contendo um conjunto de recortes de cartão pré-fabricados e outros materiais, usados para fazer Toy-Cons, e um cartucho de jogo Nintendo Switch, que contém instruções interativas sobre como montar o Toy-Cons e software com os quais o Toy-Con pode interagir. Uma vez que cada Toy-Con é construído, os jogadores inserem a Nintendo Switch ou os controladores Joy-Con de acordo com as instruções. Cada Toy-Con interage com o Joy-Cons ou com a consola de forma diferente. Por exemplo, um piano Toy-Con pode ler com sensor de infravermelhos do controlador Joy-Con para identificar as notas que estão sendo tocadas, enquanto o Toy-Con robô se move usando HD Rumble dos controladores Joy-Con, que são controlados através do touchscreen. Os jogadores podem decorar livremente as peças de cartão usando canetas coloridas, fitas e outros materiais, enquanto usuários mais experientes podem inventar novas maneiras de jogar com cada Toy-Con.

## Desenvolvimento
Nintendo Labo foi anunciado a 17 de janeiro de 2018. Segundo o presidente da Nintendo da América, Reggie Fils-Aimé, "Labo é diferente de tudo o que fizemos anteriormente" e foi desenvolvido para ampliar a audiência de idade da Nintendo Switch. A Nintendo disse que o produto foi "especificamente criado para crianças e aqueles que são crianças de coração". O slogan do Labo é "Make, Play, Discover"; A parte descoberta surge de como o usuário do Toy-Con pode entender os fundamentos da física, engenharia e programação que fazem o Toy-Con funcionar através do ato de fazer e brincar com eles. O software do jogo fornece instruções sobre como o Toy-Con funciona com a Nintendo Switch, como descrevendo os fundamentos da detecção de infravermelhos. Enquanto o cartão Toy-Con é robusto, a Nintendo reconheceu que o cartão pode sofrer desgaste com o tempo e planeia oferecer kits de cartão de substituição.

## Kits

### Kit Sortido
Com o Kit Sortido poderá criar diferentes Toy-Con, incluindo um carro telecomandado, uma cana de pesca, uma casa, uma mota e um piano.
- Carro telecomandado: insira os Joy-Con esquerdo e direito no seu novo carro telecomandado e conduza através dos controlos por toque na Nintendo Switch. A funcionalidade de vibração do HD Rumble proporcionada pelos comandos Joy-Con provoca vibrações que movem o carro na direção que escolher.
- Cana de pesca: construa a cana de pesca com um carreto unido por uma linha a um suporte que contém a consola Nintendo Switch. Apanhe um de inúmeros peixes exóticos que verá no ecrã da Nintendo Switch lançando a linha com a sua cana de pesca e fazendo girar o carreto para que descenda.
- Casa: inserindo vários blocos montados em aberturas nas partes laterais e inferior da casa pode interagir e participar em minijogos com uma criatura engraçada no ecrã da Nintendo Switch virado para a frente. Os blocos serão detetados pela câmara de infravermelhos no Joy-Con direito inserido no topo da casa.
- Mota: insira cada Joy-Con num conjunto de guiadores para conduzir uma mota no ecrã da Nintendo Switch. Premir o botão de ignição arrancará o motor, girar o guiador direito ativará o acelerador e ao inclinar o corpo ou ao girar os guiadores direito e esquerdo controlará a mota.
- Piano: Construa um piano de 13 teclas e insira a consola e os Joy-Con para criar a sua própria música. Terá até a possibilidade de criar novos sons e efeitos sonoros.

### Robô
- Robô: Crie um fato de robô e insira os Joy-Con direito e esquerdo nas respetivas ranhuras da mochila e do visor para assumir o controlo do robô, que será apresentado na televisão quando a Nintendo Switch estiver colocada na base. Este kit permite-lhe usufruir de uma variedade de divertidas experiências, incluindo o modo Robô, no qual pode destruir edifícios e ovnis.[1]